# Tetraevanghelul țarului Ioan Alexandru

O miniatură din Tetraevangel, ilustrându-l pe țar, împreună cu familia regală.

Tetraevanghelul țarului Ioan Alexandru (bulgară: „Четвероевангелие на (цар) Иван Александър”, în transliterare: Cetveroevanghelie na (țar) Ivan Alexandăr) este un manuscris de secol XIV scris în slavonă. A fost realizat în timpul domniei țarului bulgar Ioan Alexandru. Este considerat una dintre cele mai importante valori literare și artistice ale culturii medievale bulgărești.
Manuscrisul, în prezent găzduit de British Library (Add. MS 39627), conține textul celor patru Evanghelii, ilustrate cu 366 miniaturi și 286 de foi de pergament, cu dimensiuni de 33 x 24,3 cm, paginate tardiv cu creion. Foaia nr. 74, cel mai probabil, având o miniatura care ilustra Judecata de Apoi, a fost decupată și furată în decursul modernității.

## Istoric
Tetraevanghelul a fost scris de un călugăr pe nume Simeon, între anii 1355-1356, la ordinele țarului Ioan Alexandru al Bulgariei. Actualmente, nu este cunoscut dacă Simeon este, de asemenea, autorul miniaturilor sau un simplu copist. Stilistica scrisului indică similitudini cu cronica lui Constantin Manasses (1344-1345), un alt produs al școlii de Târnovo. Este știut faptul că, inițial, manuscrisul fusese placat cu aur, pietre prețioase și perle - elemente care, între timp, au dispărut și au fost înlocuite cu configurația prezentă.

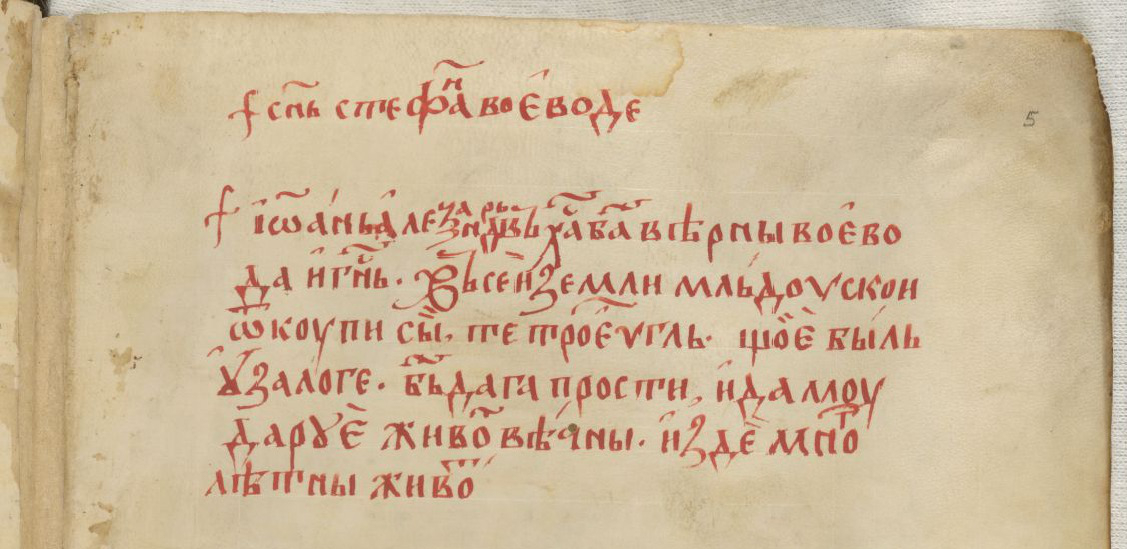
Inscripție slavonă (f. 5r.): Alexandru cel Bun răscumpără din zălog manuscrisul.

După căderea orașului Târnovo în mâinile turcilor, în cursul anului 1393, se presupune că manuscrisul a fost transportat în Moldova de către un fugar bulgar. Câțiva ani mai târziu, este cumpărat de domnul Moldovei, Alexandru cel Bun, aspect atestat de o inscripție a paginii a cincea:
✝ Fiul lui Ștefan Voevod
✝ Ioan Alexandru întru Hristos Dumnezeu credinciosul voevod și domn a toată Țara Moldovei a răscumpărat acest tetraevanghel ce a fost în zălog. Dumnezeu să-l ierte și să-i dăruiască viața vecinică. Și aici viață îndelungată.
Traseul manuscrisului până la sosirea sa la Mănăstirea Sfântul Pavel, de pe Muntele Athos, este incert - acesta apare drept proprietate a mănăstirii începând cu secolul al XVII-lea. Călătorul și anticarul Robert Curzon, cel care a vizitat mănăstirea la 1837, a primit, din partea părintelui econom, tetraevanghelul, drept cadou, împreună cu alte două manuscrise - astfel, manuscrisul a fost salvat de incendiul ce a avut loc la sfârșitul secolului al XIX-lea care a cuprins întreaga mănăstire și care a nimicit întreaga sa colecție.
Curzon descrie descoperirea, în jurnalul său de călătorie „Visits to Monasteries in the Levant”, 1849:
„Al treilea era, de asemenea, un manuscris al Evangheliilor în bulgara veche și, precum celelalte două, în majuscule. Manuscrisul era plin de miniaturi, de la început, până la sfârșit. Nu am mai văzut o carte asemănătoare niciunde în Levant. În momentul descoperirii acestuia, aproape că am căzut de pe scările pe care eram cocoțat - atât de extraordinar era volumul.”
Tetraevanghelul a fost făcut cunoscut mediului științific în anul 1849, atunci când Curzon a publicat un inventar al colecției sale de manuscrise. În lipsa posibilității de a lucra cu originalul, manuscrisul a generat diverse ipoteze și speculații.
În urma morții lui Curzon, în anul 1873, întreaga sa colecție a fost donată British Museum în 1917, de către fiica sa, Darea, și a fost transferat Bibliotecii Britanice în 1973.